# Heiko Westermann
Heiko Westermann (sinh ngày 14 tháng 8 năm 1983) là một cầu thủ bóng đá người Đức hiện đang là hậu vệ của Austria Wien.

## Sự nghiệp câu lạc bộ

### Greuther Fürth
Westermann bắt đầu sự nghiệp thi đấu chuyên nghiệp cùng đội bóng hạng hai Greuther Fürth. Anh gia nhập đội hình một vào tháng 7 năm 2002 nhưng không có lần ra mắt nào cho tới ngày 26 tháng 1 năm 2003 trong trận thắng 1-0 trước MSV Duisburg. Anh chơi tổng cộng 92 trận trong 3 mùa giải cùng đội bóng, ghi 5 bàn.

### Arminia Bielefeld
Mùa giải 2004-05, Westermann gia nhập đội bóng mới lên hạng Arminia Bielefeld. Trong mùa giải đầu tiên anh chơi đầy đủ tất cả các trận cho Bielefeld, bao gồm 34 trận ở giải quốc nội và 5 trận ở cúp quốc gia. Mùa giải tiếp đó, anh tiếp tục chứng tỏ vai trò với đội bóng khi chỉ bỏ lỡ đúng 1 trận.

### Schalke 04
Anh chuyển tới Schalke vào năm 2007 với mức giá 2,8 triệu Euro. Anh chơi trận đầu tiên cho Schalke vào ngày 24 tháng 7 ở cúp quốc gia gặp 1. FC Nuremberg. Schalke thắng 4-2 với một bàn thắng của Westermann. Sau khi bỏ lỡ hai trận đầu tiên ở Bundesliga vì chấn thương, Westermann có trận ra mắt ở Bundesliga vào ngày 26 tháng 8 năm 2007. Anh vào sân thay Rafinha ở vòng ba gặp VfL Wolfsburg. Trong mùa giải đáng nhớ đó, Westermann ra sân tổng cộng 31 trận cho Schalke ở Bundesliga.Anh cũng là thành viên của Schalke chơi ở cúp C1, trở thành cầu thủ duy nhất của họ chơi đầy đủ từng phút
Với việc huấn luyện viên mới Fred Rutten lên nắm quyền của Schalke từ mùa giải 2008-09, cộng với việc anh luôn thích ghi bàn, Westermann được đẩy lên đá tiền vệ. Anh ghi hai bàn trong chiến thắng 2-0 trước Hannover 96 ở cúp quốc gia. Anh cũng ghi một bàn trong ba trận liên tiếp ở Bundesliga bao gồm một bàn trong trận hoà 1-1 trước Werder Bremen và một bàn thắng ấn định tỉ số trong trận thắng VfL Bochum.

### Hamburg
Vào tháng 7 năm 2010, Westermann đã đồng ý chuyển đến Hamburger SV với phí chuyển nhượng 7,5 triệu bảng € và được huấn luyện viên Armin Veh ngay lập tức chọn làm đội trưởng. Tuy nhiên ngày 9 tháng 4 năm 2013, sau một chuỗi các kết quả tệ hại, trong đó có trận thua 9-2 trước Bayern München, Rafael van der Vaart đã thay thế Westermann làm đội trưởng của Hamburg.

## Sự nghiệp đội tuyển quốc gia
Westermann chơi trận đầu tiên cho đội tuyển Đức vào tháng 2 năm 2008 trong trận tiếp Áo. Tỉ số của trận đấu là 3-0 nghiêng về Đức. Anh cũng là thành viên của đội tuyển về nhì ở Euro 2008. Vào ngày 2 tháng 6 năm 2009, Westermann ghi bàn mở tỉ số trong trận thắng 7-2 trước UAE.

## Danh hiệu

### Đội tuyển quốc gia
- Euro 2008: Về nhì